# Kalle Berglund
Kalle Anders Berglund (Olofström, 11 marzo 1996) è un mezzofondista svedese.
Nel 2017 ha vinto la medaglia d'argento ai campionati europei di atletica leggera indoor di Novi Beograd.

## Progressione

### 800 metri piani
| Stagione | Risultato | Luogo     | Data      | Rank. Mond. |
| -------- | --------- | --------- | --------- | ----------- |
| 2016     | 1'47"16   | Namur     | 25-5-2016 | 154º        |
| 2015     | 1'46"85   | Čeboksary | 21-6-2015 | 112º        |
| 2014     | 1'47"31   | Eugene    | 27-7-2014 | 161º        |
| 2013     | 1'53"34   | Stoccolma | 8-9-2013  | –           |

## Palmarès
| Anno | Manifestazione    | Sede       | Evento       | Risultato  | Prestazione | Note                          |
| ---- | ----------------- | ---------- | ------------ | ---------- | ----------- | ----------------------------- |
| 2014 | Mondiali juniores | Eugene     | 800 m piani  | 7º         | 1'47"31     | Miglior prestazione personale |
| 2015 | Europei juniores  | Eskilstuna | 800 m piani  | 4º         | 1'49"88     |                               |
| 2016 | Europei           | Amsterdam  | 800 m piani  | Batteria   | 1'49"65     |                               |
| 2017 | Europei indoor    | Belgrado   | 1500 m piani | Argento    | 3'45"56     |                               |
| 2017 | Europei U23       | Bydgoszcz  | 1500 m piani | Batteria   | 3'44"56     |                               |
| 2017 | Mondiali          | Londra     | 1500 m piani | Semifinale | 3'40"05     |                               |
| 2018 | Mondiali indoor   | Birmingham | 1500 m piani | Batteria   | 3'46"61     |                               |
| 2018 | Europei           | Berlino    | 1500 m piani | Batteria   | 3'41"25     |                               |
| 2019 | Mondiali          | Doha       | 1500 m piani | 9º         | 3'33"70     | Record nazionale              |
| 2021 | Giochi olimpici   | Tokyo      | 1500 m piani | Batteria   | 3'49"43     |                               |

## Campionati nazionali
- 2 volte campione svedese assoluto dei 1500 metri piani (2015, 2016)
- 3 volte campione svedese assoluto della staffetta 4×800 metri (2014, 2015, 2016)
- 3 volte campione svedese assoluto della staffetta 4×1500 metri (2014, 2015, 2016)

## Altre competizioni internazionali
2015
- 6º agli Europei a squadre ( Čeboksary), 800 m piani - 1'46"85

2018
- Oro alla Carlsbad 5000 ( Carlsbad) - 14'15"